# Minnal FM
Minnal FM est une station de radio en langue indienne en Malaisie exploitée par Radio Televisyen Malaysia. 
Minnal FM diffuse sur les fréquences de 92,3 et 96,3 MHz à Kuala Lumpur et la vallée du Kelang depuis son siège à Angkasapuri. Minnal FM diffuse sur 98,9 MHz à Ipoh, 101,1 MHz à Johor et 107,9 MHz à Taiping. Actuellement, le directeur de Minnal FM est S. Kumaran.